# Warden of the Dead
Warden of the Dead (en búlgaro, Пазачът на мъртвите, transliterado como: Pazachyt na myrtvite) es una película dramática búlgara de 2006 dirigida por Ilian Simeonov. Fue seleccionada como la entrada búlgara a la Mejor Película Internacional a la 80.ª Premios de la Academia, pero no fue nominada.

## Argumento
Un niño de trece años, "el niño", vive y trabaja en un cementerio. El cementerio es toda su vida, y crecer con los muertos le infunde obsesión y respeto por la muerte. Sus amigos dependen de él: un anciano infeliz, un ex-preso político que anhela la muerte y un maquillador para los difuntos, un ex artista que sueña con pintar una obra maestra. El niño hace lo que puede para ayudarlos. El anciano intenta suicidarse, pero al enterarse de la fecha de su muerte y ver la hermosa trama elegida por el niño para él, es capaz de soportar su vida. Al conocer a la bella María, "el niño" le regala al ex artista una cita sorpresa con ella. Pero cuando María y el artista se acercan, el niño se da cuenta de que ella es la hija del anciano. El niño piensa que el anciano moriría infeliz si supiera de su existencia y por eso decide ocultar la verdad.

## Reparto
- Vladimir Georgiev como El Chico
- Samuel Finzi como Ivan
- Itzhak Fintzi como Angel
- Diana Dobreva como Maria
- Nikolai Urumov como Director del Cementerio

## Premios y nombramientos
Sofía Festival de cine Internacional
- 2007: Ganadora, "Premio del municipio de Burgas 'Silver Sea-Gull'"